# 涅韦尔斯科伊湾
涅韦尔斯科伊湾（俄语：Залив Невельского）是鞑靼海峡的海湾，位于萨哈林岛西岸，属萨哈林州，宽80公里，深达100米。霍尔姆斯克和涅韦尔斯克位于岸边。1854年，以俄国将军和探险家根纳季·伊万诺维奇·涅韦尔斯科伊命名。